# Eurytoma oophaga
Eurytoma oophaga är en stekelart som beskrevs av Filippo Silvestri 1920. Eurytoma oophaga ingår i släktet Eurytoma och familjen kragglanssteklar.
Artens utbredningsområde är:
- Frankrike.
- Tyskland.
- Italien.
- Rumänien.

Inga underarter finns listade i Catalogue of Life.